# 네어스 해협

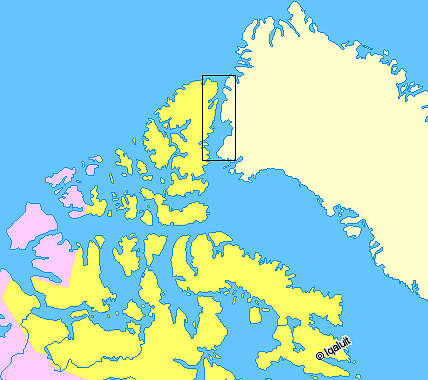
네어스 해협의 위치

네어스 해협(영어: Nares Strait, 덴마크어: Nares Strædet)은 엘즈미어섬과 그린란드 사이의 해협이다. 배핀만과 북극해의 링컨해를 잇고 있다.
영국의 해군 장교 조지 네어스의 이름을 따서 붙여졌다.